# Friedrich Mehler

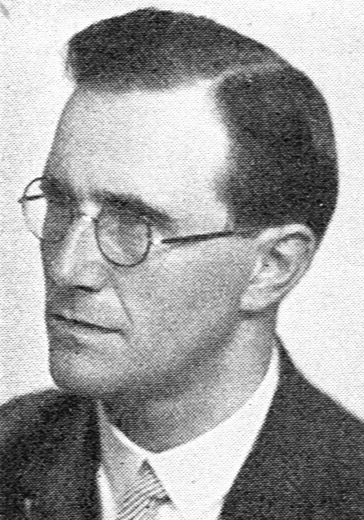
Friedrich Mehler (1896–1981)

Friedrich Mehler (* 27. September 1896 in Frankfurt am Main; † 5. November 1981 in Visby auf Gotland) war ein deutsch-schwedischer Komponist, Pianist und Dirigent.

## Leben
Friedrich Mehler studierte von 1905 bis 1914 zunächst in Hannover, dann bei Hans Pfitzner in Berlin. 1921 übersiedelte er nach Schweden. Als Chor- und Orchesterdirigent prägte er das Musikleben von Visby, wo er auch als Musiklehrer an der Mädchenschule (1946–64) und am Gymnasium (1952–60) tätig war. 1930 gründete er Visby konsertförening (Konzertverein; seit 1973 Gotlands konsertförening).

## Ehrungen
- 1965 Kulturpreis der Gemeinde Gotland
- 1975 Königliche Medaille Illis Quorum

## Kompositionen

### Bühnenwerke
- Schauspielmusik zu Petrus de Dacia (Petrus von Dacien) von Josef Lundahl (1929; alljährliche Aufführung in Visby)
- Schauspielmusik zu Valdemarståget von Sven Ulric Palme (1945)

### Vokalkompositionen
- Chorwerke, Lieder

### Orchesterwerke
- Violinkonzert Nr. 1 (1919)
- Sinfonie Nr. 1 (1921)
- Sinfonie Nr. 2 (1927)
- Violinkonzert Nr. 2 (1942)

### Kammermusik
- Kassation (op. 11; 1930). Eine heitere Serenade für Streichquartett
- Klavierstücke